# Michael Sheen
Michael Christopher Sheen (Newport, 5 februari 1969) is een Welsh acteur. Hij werd genomineerd voor BAFTA Awards voor de televisiefilm Dirty Filthy Love (2005), televisiefilm Kenneth Williams: Fantabulosa! en voor bioscoopfilm The Queen (2007). In 2008 won hij daadwerkelijk een British Independent Film Award.
Sheen werd in 2009 benoemd tot Officier in de Orde van het Britse Rijk, maar besloot deze onderscheiding terug te geven zodat hij vrijuit en kritisch kon spreken over het Britse koningshuis.
Sheen debuteerde op het witte doek in Oliver Parkers versie van Othello. Sindsdien speelde hij in meer dan twintig bioscoopfilms en tevens een aantal televisiefilms. De geboren Welshman speelde daarbij de Engelse voormalig premier Tony Blair in zowel de televisiefilm The Deal in 2003 als drie jaar later nog eens in The Queen, waarvoor de makers met meer dan 55 filmprijzen werden beloond. Beide films werden geregisseerd door Stephen Frears.
Een andere rol die Sheen meermaals speelde is die van Lucian, in zowel Underworld (2003) als in opvolger Underworld: Evolution (2006). Hij had een tijd een relatie met de hoofdrolspeelster uit deze beide Underworld-films, Kate Beckinsale. Samen kregen ze in januari 1999 dochter Lily Mo Sheen.

## Filmografie
| - Dolittle (2020) - Slaughterhouse Rulez (2018) - Apostle (2018) - To Provide All People (2018, televisiefilm) - Brad's Status (2017) - Home Again (2017) - Passengers (2016) - Alice Through the Looking Glass (2016) - Far from the Madding Crowd (2015) - The Twilight Saga: Breaking Dawn Part 2 (2012) - Midnight in Paris (2011) - Unthinkable (2010) - Tron Legacy (2010) - Alice in Wonderland (2010) - New Moon (2009) - My Last Five Girlfriends (2009) - The Damned United (2009) - Underworld: Rise of the Lycans (2009) - Frost/Nixon (2008) - Airlock, or How to Say Goodbye in Space (2007) - Music Within (2007) - Blood Diamond (2006) - HG Wells: War with the World (2006, televisiefilm) | - The Queen (2006) - Kenneth Williams: Fantabulosa! (2006, televisiefilm) - Underworld: Evolution (2006) - The League of Gentlemen's Apocalypse (2005) - Kingdom of Heaven (2005) - Dead Long Enough (2005) - The Banker (2004) - Dirty Filthy Love (2004, televisiefilm) - Laws of Attraction (2004) - The Open Doors (2004) - Timeline (2003) - The Deal (2003, televisiefilm) - Underworld (2003) - Bright Young Things (2003) - The Four Feathers (2002) - Heartlands (2002) - Doomwatch: Winter Angel (1999, televisiefilm - stem) - Lost in France (1998, televisiefilm) - Animated Epics: Beowulf (1998, televisiefilm - stem) - Wilde (1997) - Mary Reilly (1996) - Othello (1995) - Gallowglass (1993, televisiefilm) |

## Televisieseries
*Exclusief eenmalige (gast)rollen
- Staged - zichzelf (2020-2023, 22 afleveringen)
- Prodigal Son - Martin Whitly (2019-...)
- Good Omens - Aziraphale (2019 & 2023, 12 afleveringen)
- The Good Fight - Roland Blum (2019, zeven afleveringen)
- Animals. - stem Trotts (2018, twee afleveringen)
- Masters of Sex - William Masters (2013-2016, 46 afleveringen)
- The Spoils Before Dying - Kenton Price (2015, vier afleveringen)
- The Spoils of Babylon- Chet Halner (2014, twee afleveringen)
- 30 Rock - Wesley (2010, vier afleveringen)
- Gallowglass - Joe (1993, drie afleveringen)

- Bibsys: 7020591
- Biblioteca Nacional de España: XX1670772
- Bibliothèque nationale de France: cb155455004 (data)
- Catàleg d'autoritats de noms i títols de Catalunya: 981058514066106706
- Gemeinsame Normdatei: 135605563
- International Standard Name Identifier: 0000 0001 0879 0738
- Library of Congress Control Number: n95112052
- Nationale Bibliotheek van Letland: 000324821
- MusicBrainz: c3d41227-9677-43b4-b3e8-9bf8bcd29618
- Nationale Bibliotheek van Tsjechië: xx0042877
- Nationale bibliotheek van Australië: 35516914
- Nationale Bibliotheek van Israël: 987007431221105171
- Nationale Bibliotheek van Polen: a0000003806876
- Nederlandse Thesaurus van Auteursnamen: 277310741
- Réseau des bibliothèques de Suisse occidentale: 02-A003826666
- SNAC: w6b57mpq
- Système universitaire de documentation: 079235530
- Trove: 981501
- Virtual International Authority File: 23361489
- WorldCat: E39PBJt8jXbvrrf6BKvF8r3G73